# Eld (álbum)
Eld es el tercer álbum de estudio de la banda noruega de viking metal Enslaved, publicado en 1997 por Osmose Productions.
La portada muestra al vocalista/bajista Grutle Kjellson sentado en un trono y es a su vez, el único álbum de la banda que tiene a uno de sus miembros en la carátula.

## Lista de canciones
1. "793 (Slaget om Lindisfarne)" 793 (La batalla Lindisfarne) – 16:10
2. "Hordalendingen" (El hombre de Hordaland) – 5:19
3. "Alfablot" (Sacrificio a los Elves) – 6:33
4. "Kvasirs Blod" (La sangre de Kvasir) – 7:51
5. "For Lenge Siden" (Un largo tiempo atrás) – 8:08
6. "Glemt" (Olvidado) – 8:04
7. "Eld" (Fuego) – 6:36

## Créditos
- Ivar Bjørnson – guitarra, teclados
- Grutle Kjellson – bajo, voz
- Harald Helgeson – batería

- Datos: Q938246